# Phacellodomus
Genre
Le genre Phacellodomus regroupe dix espèces de passereaux appartenant à la famille des Furnariidae.

## Liste des espèces
D'après la classification de référence du Congrès ornithologique international (ordre phylogénique) :
- Phacellodomus rufifrons – Synallaxe à front roux
- Phacellodomus inornatus – Synallaxe sobre
- Phacellodomus sibilatrix – Synallaxe siffleur
- Phacellodomus striaticeps – Synallaxe à front rayé
- Phacellodomus striaticollis – Synallaxe rousselé
- Phacellodomus maculipectus – Synallaxe maculé
- Phacellodomus dorsalis – Synallaxe à dos marron
- Phacellodomus ruber – Synallaxe rouge
- Phacellodomus erythrophthalmus – Synallaxe aux yeux rouges
- Phacellodomus ferrugineigula – Synallaxe aux yeux orange